# Amics del Bàsquet Castelló
El Amics del Bàsquet Castelló es un equipo de baloncesto español con sede en la ciudad de Castellón de la Plana, que compite en la Primera FEB, la segunda categoría del baloncesto nacional  y en la Copa España. Disputa sus partidos en el Pabellón Ciudad de Castellón, con capacidad para 5260 espectadores.

## Historia
El equipo se fundó en el año 1994 y disputó la Liga EBA por primera vez en la temporada 1999/2000, quedando en 7ª posición y consiguiendo la permanencia. La temporada 2000/01 fue mejor para el equipo, que acabaron 4º. Tras varias temporadas en la EBA, en 2002 consigue una vacante en la liga LEB 2, donde disputarían cuatro campañas seguidas, descendiendo otra vez a EBA en la temporada 2005/06.

### Retorno a LEB Plata
Al cabo de otros seis años, el equipo vuelve a adquirir una plaza vacante en LEB 2, ya renombrada como LEB Plata. Para su retorno, el equipo ficha a la estrella de la LEB Plata y MVP de la pasada Copa LEB Plata, Albert Ausina Sales, ala-pívot de 2,03 cm anotador. Disputa tres temporadas en LEB Plata. Las dos primeras (12/13 y 13/14) jugando los Play offs de ascenso y quedando en 5º y 4º respectivamente. La temporada 14/15 se alza con su primer título: La Copa LEB Plata y consigue el ascenso a LEB Oro tras ganar los Play offs, quedando así 2º de la liga.

### LEB Oro
En su primera temporada en LEB Oro el primer equipo del club mantuvo el bloque que le llevó al ascenso pero con los nuevos fichajes de Brandon Garrett, Zimmy Nwogbo, Garfield Montgomery Blair y Eric Sánchez y así afrontó por primera vez en su historia la segunda competición nacional del baloncesto español.
En la segunda temporada en la segunda categoría del baloncesto español, el equipo sufrió muchos cambios y logró mantener la LEB Oro.
En su tercera temporada en esta competición, el equipo se refuerza con jugadores veteranos en la competición como Romà Bas, Edu Gatell o Alfredo Ott, jugadores ya consolidados en la misma, tales como Tautvydas Sabonis o Kyle Rowley, Juan José García jugador con experiencia en divisiones superiores pero recuperándose de una lesión, Aeqir Steinarsson que venía de ascender con el Burgos a ACB, un jugador con proyección proveniente de LEB Plata como Charles Nkaloulou; manteniendo a Chema García y Joan Faner (supervivientes del ascenso) y algún jugador joven como Pedro López o Joel Sabaté que reforzaban desde la cantera.  

## Nombre del primer equipo

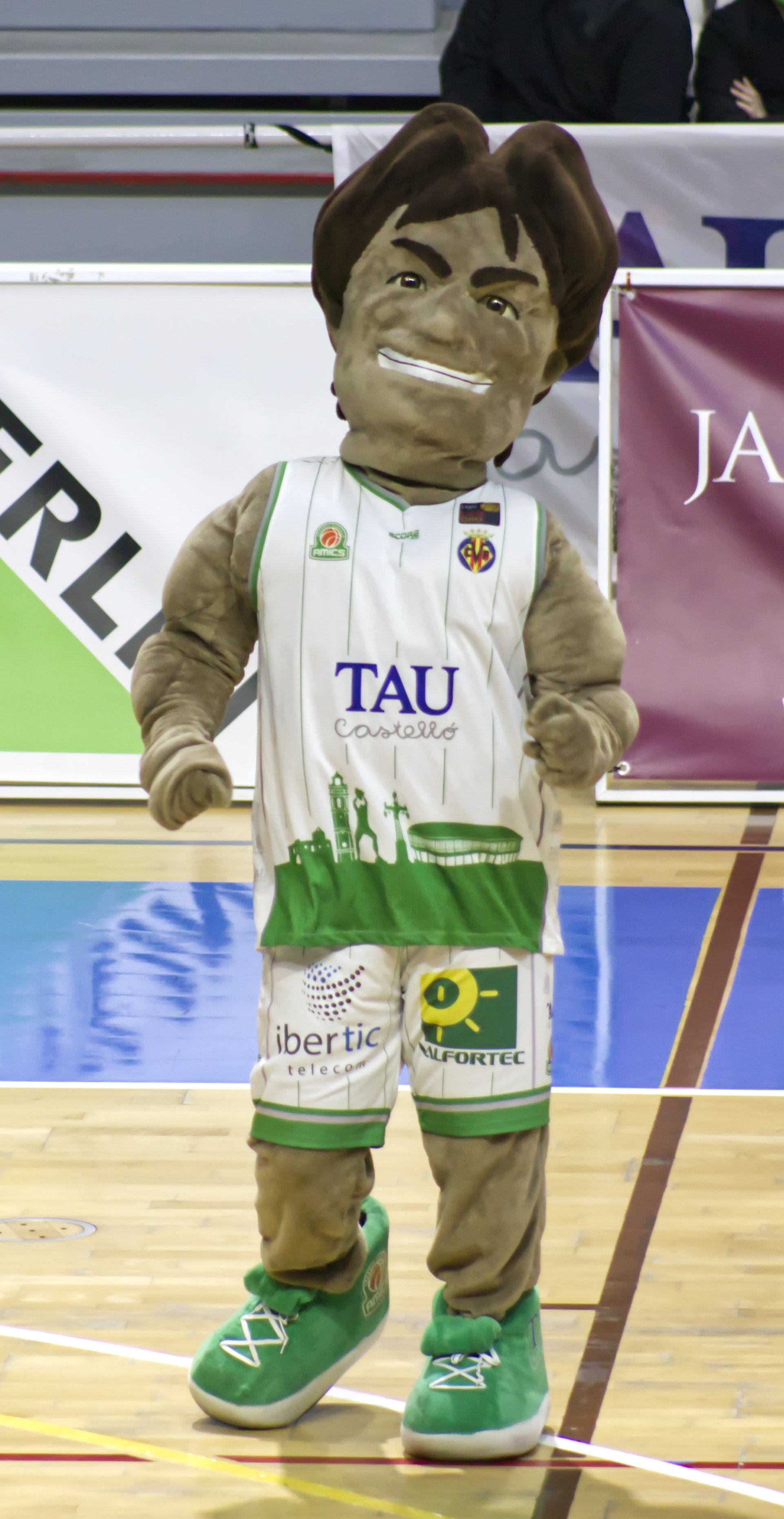
Tombi, mascota del Amics del Basquet Castelló

El equipo ha competido con diferentes nombres dependiendo del patrocinador:
- Cerámica Gaya (1999 -2001)
- Cerámica Leoni Castellón (2001 -2004)
- Pamesa Castellón (2004 -2005)
- Pamesa Cerámica Castellón (2005 -2006)
- A.B. Castellón (2006 -2008)
- Onda Urbana Castellón (2008-2010)
- A.B. Castelló (2010 -2012)
- Amics Castelló (2012 -2016)
- TAU Castelló (2016-2023)
- Amics Castelló (2023 -)

## Temporadas
| Temporada | Nivel | División    | Pos. | Postemporada                   | TR    | PO    | Copa           | Copa |
| --------- | ----- | ----------- | ---- | ------------------------------ | ----- | ----- | -------------- | ---- |
| 1999-00   | 3     | Liga EBA    | 7.º  | –                              | 13-13 | –     | –              | –    |
| 2000-01   | 4     | Liga EBA    | 4.º  | –                              | 18-12 | –     | –              | –    |
| 2001-02   | 4     | Liga EBA    | 6.º  | Ascenso                        | 20-14 | –     | –              | –    |
| 2002-03   | 3     | LEB 2       | 15.º | PO permanencia (14.º)          | 10-20 | 3-1   | –              | –    |
| 2003-04   | 3     | LEB 2       | 12.º | –                              | 10-16 | –     | –              | –    |
| 2004-05   | 3     | LEB 2       | 12.º | –                              | 12-18 | –     | –              | –    |
| 2005-06   | 3     | LEB 2       | 14.º | PO permanencia (15.º) Descenso | 11-19 | 1-3   | –              | –    |
| 2006-07   | 4     | Liga EBA    | 7.º  | –                              | 13-13 | –     | –              | –    |
| 2007-08   | 5     | Liga EBA    | 12.º | –                              | 12-16 | –     | –              | –    |
| 2008-09   | 5     | Liga EBA    | 5.º  | –                              | 20-10 | –     | –              | –    |
| 2009-10   | 4     | Liga EBA    | 6.º  | Octavos final (16.º)           | 16-10 | 2-1-1 | –              | –    |
| 2010-11   | 4     | Liga EBA    | 9.º  | –                              | 11-15 | –     | –              | –    |
| 2011-12   | 4     | Liga EBA    | 2.º  | Octavos final (10.º) Ascenso   | 17-5  | 1-1   | –              | –    |
| 2012-13   | 3     | LEB Plata   | 8.º  | Semifinal (5.º)                | 9-11  | 2-4   | –              | –    |
| 2013-14   | 3     | LEB Plata   | 4.º  | Semifinal (4.º)                | 14-10 | 2-4   | –              | –    |
| 2014-15   | 3     | LEB Plata   | 2.º  | Final (2.º) Ascenso            | 22-6  | 8-4   | Copa LEB Plata | C    |
| 2015-16   | 2     | LEB Oro     | 11.º | –                              | 13-17 | –     | –              | –    |
| 2016-17   | 2     | LEB Oro     | 15.º | –                              | 12-22 | –     | –              | –    |
| 2017-18   | 2     | LEB Oro     | 6.º  | Cuartos final (7.º)            | 19-15 | 1-3   | –              | –    |
| 2018-19   | 2     | LEB Oro     | 13.º | –                              | 13-21 | –     | –              | –    |
| 2019-20   | 2     | LEB Oro     | 11.º | –                              | 10-14 | –     | –              | –    |
| 2020-21   | 2     | LEB Oro     | 3.º  | Cuartos final (5.º)            | 20-8  | 1-2   | –              | –    |
| 2021-22   | 2     | LEB Oro     | 10.º | –                              | 17-17 | –     | –              | –    |
| 2022-23   | 2     | LEB Oro     | 10.º | –                              | 17-17 | –     | –              | –    |
| 2023-24   | 2     | LEB Oro     | 15.º | –                              | 11-23 | –     | –              | –    |
| 2024-25   | 2     | Primera FEB | 17.º | Descenso                       | 10-24 | –     | Copa España    | FG   |

## Palmarés
- Segundo Liga Regular Grupo E Liga EBA - 2011/2012
- Semifinales Playoffs LEB Plata - 2012/2013; 2013/2014
- Segundo LEB Plata - 2014/2015
- Campeón Copa LEB Plata ante CEBA Guadalajara - 2014/2015
- Ascenso a LEB Oro - 2015